# Litocosmia roraimae
Litocosmia roraimae – gatunek skorka z rodziny skorkowatych i podrodziny Forficulinae. Jedyny z monotypowego rodzaju Litocosmia.
Gatunek i rodzaj opisane zostały w 1917 roku przez Morgana Hebarda.
Samiec tego skorka ma ciało długości od 14 do 15 mm ze szczypcami włącznie, samica zaś pozostaje nieznana nauce. Głowa jest słomkowa, szeroka, o tylnym brzegu prostym i szwach zaczołowych niewyraźnych, zaopatrzona w duże, acz nieco krótsze od skroni oczy. Czułki mają pierwszy człon w mniej więcej tak długi jak ich rozstaw, drugi człon kwadratowy, a trzeci krótszy od czwartego. Stosunkowo małe, nieco węższe od głowy przedplecze ma proste i równoległe krawędzie boczne, zaokrągloną krawędź tylną i słabo zaznaczoną podłużną bruzdę środkową. Słomkowej barwy prozona przedplecza jest umiarkowanie wypukła. Boki metazony silnie opadają ku krawędziom bocznym przedplecza. W pełni wykształcone pokrywy (tegimny) mają słabo zaznaczone listewki wzdłuż krawędzi bocznych. Tylna para skrzydeł również jest w pełni wykształcona. Odwłok ma wypukłe boczne brzegi, ostatni tergit o bardzo słabo zbieżnych krawędziach bocznych, opadające i dłuższe niż szerokie pygidium oraz przedostatni sternit o tylnej krawędzi wklęsłej i pozbawionej płatów czy kolców w kątach bocznych. Przysadki odwłokowe (szczypce) mają smukłe, cylindryczne, równomiernie i niezbyt silnie zakrzywione ramiona z trzema ząbkami i rzędem bardzo drobnych wyrostków.
Owad neotropikalny, endemiczny dla Brazylii.